# Championnat du Nigeria de football 2018
Navigation
Saison précédente Saison suivante
La saison 2018 du Championnat du Nigeria de football est la vingt-huitième édition de la première division professionnelle au Nigeria, la Premier League. Vingt clubs prennent part au championnat qui prend la forme d'une poule unique où toutes les équipes se rencontrent deux fois au cours de la saison, à domicile et à l'extérieur. À la fin de la saison, les quatre derniers sont relégués et remplacés par les quatre meilleurs clubs de la National League, la deuxième division nigériane.
Après la 24e journée le championnat est suspendu par la fédération pour des raisons administratives, le club en tête du classement, Lobi Stars FC représentera le Nigeria à la Ligue des champions de la CAF 2018-2019, aucun titre de champion sera décerné, il n'y a pas de relégation. La prochaine saison quatre équipes de National League seront promues ce qui portera le nombre de participants à 24 équipes.

## Qualifications continentales
Non valable pour cette saison: Les deux premiers du classement se qualifient pour la prochaine Ligue des champions tandis que le club classé 3e et le vainqueur de la Coupe du Nigeria obtiennent leur place pour la Coupe de la confédération.

## Les clubs participants
- Abia Warriors FC
- Akwa United FC
- Plateau United
- Rivers United
- El-Kanemi Warriors
- Enugu Rangers
- Enyimba FC
- Katsina United
- Heartland FC - Promu de National League
- Ifeanyi Uba United
- Kano Pillars
- Niger Tornadoes FC
- Lobi Stars FC
- Nasarawa United FC
- Kwara United FC - Promu de National League
- Go-Round FC  - Promu de National League
- Sunshine Stars FC
- MFM FC
- Yobe Desert Stars FC - Promu de National League
- Wikki Tourists

## Compétition
Le barème de points servant à établir le classement se décompose ainsi :
- Victoire : 3 points
- Match nul : 1 point
- Défaite : 0 point

### Classement
| Rang | Équipe                | Pts  | J  | G  | N  | P  | Bp | Bc | Diff |
| ---- | --------------------- | ---- | -- | -- | -- | -- | -- | -- | ---- |
| 1    | Lobi Stars FC         | 43   | 24 | 13 | 4  | 7  | 25 | 16 | +9   |
| 2    | Akwa United FC        | 41   | 24 | 12 | 5  | 7  | 27 | 17 | +10  |
| 3    | Kano Pillars          | 38   | 24 | 9  | 11 | 4  | 30 | 17 | +13  |
| 4    | Enyimba FC            | 38   | 24 | 9  | 11 | 4  | 23 | 16 | +7   |
| 5    | Plateau UnitedT       | 37   | 24 | 11 | 4  | 9  | 27 | 20 | +7   |
| 6    | Niger Tornadoes FC    | 37   | 24 | 11 | 4  | 9  | 21 | 23 | -2   |
| 7    | Katsina United        | 36   | 24 | 11 | 2  | 10 | 28 | 32 | -4   |
| 8    | Abia Warriors FC      | 34   | 24 | 8  | 10 | 6  | 20 | 16 | +4   |
| 9    | Rivers United         | 34   | 24 | 9  | 7  | 8  | 22 | 22 | 0    |
| 10   | Enugu RangersC        | 33   | 24 | 8  | 9  | 7  | 19 | 15 | +4   |
| 11   | MFM FC                | 30-3 | 24 | 10 | 3  | 11 | 22 | 24 | -2   |
| 12   | Nasarawa United FC    | 29   | 24 | 9  | 2  | 13 | 26 | 29 | -3   |
| 13   | El-Kanemi Warriors    | 29   | 24 | 8  | 5  | 11 | 17 | 21 | -4   |
| 14   | Wikki Tourists FC     | 29   | 24 | 8  | 5  | 11 | 21 | 26 | -5   |
| 15   | Kwara United FCP      | 29   | 24 | 7  | 8  | 9  | 21 | 28 | -7   |
| 16   | Go-Round FC P         | 29   | 24 | 8  | 5  | 11 | 16 | 23 | -7   |
| 17   | Ifeanyi Ubah FC       | 28   | 24 | 7  | 7  | 10 | 23 | 26 | -3   |
| 18   | Sunshine Stars FC     | 28-3 | 24 | 8  | 7  | 9  | 22 | 27 | -5   |
| 19   | Yobe Desert Stars FCP | 28   | 24 | 8  | 4  | 12 | 20 | 30 | -10  |
| 20   | Heartland FCP         | 20-3 | 24 | 5  | 8  | 11 | 15 | 27 | -12  |

|  | Qualification pour la Ligue des champions de la CAF 2019                                 |
|  | Qualification pour la Coupe de la confédération 2018-2019                                |
|  | Relégation en National League                                                            |
|  | T : Tenant du titre C : Vainqueur de la Coupe du Nigeria P : Promu de la National League |

- Championnat suspendu après la 24e journée. Pas de titre de champion décerné, pas de relégation[2].

## Bilan de la saison
| Championnat du Nigeria de football 2018 |               |
| Champion                                | aucun         |
| Coupes et trophées                      |               |
| Vainqueur de la Coupe du Nigeria 2018   | Enugu Rangers |
| Qualifications continentales            |               |
| Ligue des champions de la CAF 2019      | Lobi Stars FC |
| Coupe de la confédération 2018-2019     | Enugu Rangers |
| Promotions et relégations               |               |
| Promus en Premier League                |               |
| Relégués en National League             | aucun         |